# Novo Selo (żupania pożedzko-slawońska)
Novo Selo – wieś w Chorwacji, w żupanii pożedzko-slawońskiej, w mieście Požega. W 2011 roku liczyła 432 mieszkańców.